# 長瀧重博
長瀧 重博（ながたき しげひろ）は、日本の宇宙物理学者。専門は、天体物理学、特に、超新星爆発やガンマ線バーストなどの高エネルギー天体現象である。
理化学研究所開拓研究所主任研究員、長瀧天体ビッグバン研究室主宰、数理創造研究センター（iTHEMS）副センター長を兼務。

## 略歴
- 1993年：東京大学理学部物理学科卒業
- 1998年：東京大学大学院理学系研究科物理学専攻博士課程修了
- 1999年：日本学術振興会特別研究員PD（東京大学）
- 2002年：国立天文台研究機関研究員
- 2002年：東京大学大学院理学系研究科物理学専攻 助手
- 2002年：東京大学大学院理学系研究科附属ビッグバン宇宙国際研究センター 助手（配置転換）
- 2004年：京都大学基礎物理学研究所 助教授
- 2005年：京都大学基礎物理学研究所 准教授（名称変更）
- 2013年：理化学研究所長瀧天体ビッグバン研究室 准主任研究員
- 2015年：理化学研究所長瀧天体ビッグバン研究室 主任研究員（名称変更）